# Markt Taschendorf
Markt Taschendorf – gmina targowa w Niemczech, w kraju związkowym Bawaria, w rejencji Środkowa Frankonia, w regionie Westmittelfranken, w powiecie Neustadt an der Aisch-Bad Windsheim, wchodzi w skład wspólnoty administracyjnej Scheinfeld. Leży w Steigerwaldzie, około 15 km na północ od Neustadt an der Aisch.

## Dzielnice
W skład gminy wchodzą następujące dzielnice: 
| - Markt Taschendorf - Birkach - Butzenmühle - Frankfurt - Hombeer - Klösmühle | - Lachheim - Lerchenhöchstadt - Obersteinbach - Obertaschendorf - Wilhelminenberg |

## Polityka
Rada gminy składa się z 12 członków:
|      | CSU | Wolna Wspólnota Wyborców | Blok Obywateli | Razem     |
| 2002 | 6   | 2                        | 4              | 12 miejsc |